# Riviera
Riviera je obec ve švýcarském kantonu Ticino, ve stejnojmenném okresu Riviera. Nachází se v údolí řeky Ticino, asi 13 kilometrů severně od kantonálního hlavního města Bellinzony. Má přes 4 000 obyvatel.
Obec vznikla 2. dubna 2017 sloučením bývalých samostatných obcí Cresciano, Iragna, Lodrino a Osogna.

## Geografie
Většinu rozlohy obce tvoří údolí Riviera, kterým protéká řeka Ticino. K obci patří také údolí Val di Lodrino na západě, které odvodňuje řeka Lodrino.
Obecní úřad sídlí v Osogně, ostatní obecní úřady jsou v jiných místních částech.
Malé letiště Lodrino se nachází mezi dálnicí A2 a řekou Ticino.
Sousedními obcemi jsou Bellinzona, Biasca, Pollegio, Personico, Verzasca a Lavertezzo v kantonu Ticino a Calanca v kantonu Graubünden.

## Historie

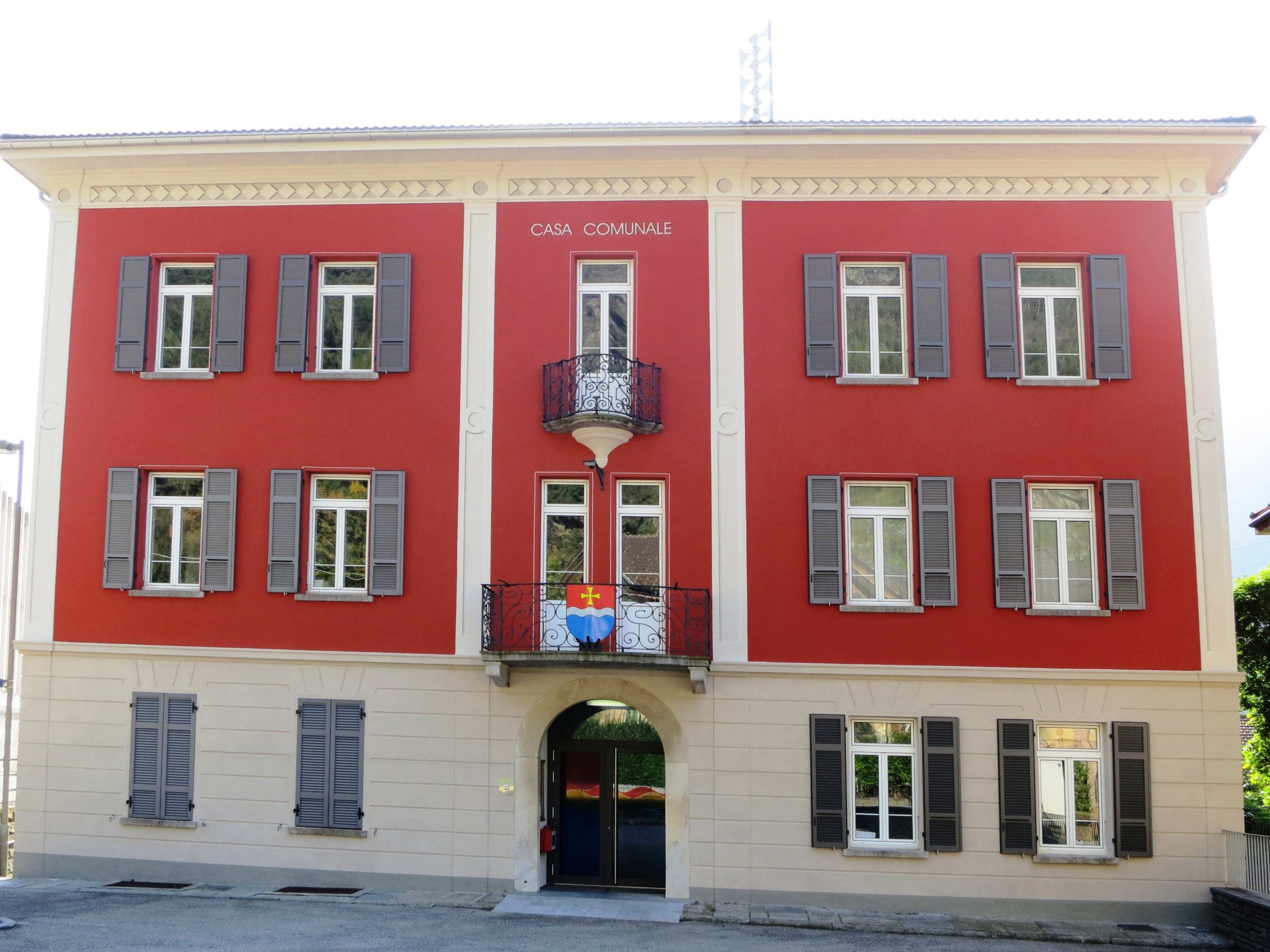
Obecní úřad Osogna

Bývalý správní obvod Riviera, ležící na důležité cestě k četným alpským průsmykům s obcemi Biasca, Osogna, Cresciano, Claro, Iragna a Lodrino měl pohnutou historii. Ve středověku Riviera netvořila politickou a správní jednotku: údolí spolu s Leventinou patřilo milánským kanovníkům.
Po smrti milánského vévody Giana Galeazza Viscontiho v roce 1402 přešel levý (východní) břeh řeky Ticino pravděpodobně do vlastnictví baronů ze Sax-Misoxu, kteří se stali pány Bellinzony a údolí Blenio. Údolí však obsadily jednotky z kantonů Uri a Obwalden, které místní obyvatelstvo povolalo jako ochrannou mocnost. Vzniklý konflikt se Sasy byl v roce 1407 urovnán smlouvou ve prospěch kantonů.
Po bitvě u Arbeda (1422) se Riviera opět dostala pod kontrolu milánských vévodů. Po bitvě u Giornica (1478) získali konfederáti dočasně zpět kontrolu nad Rivierou, a to opět v letech 1495/1496. Dohodou z 24. října 1499 přešla Biasca a Riviera s výjimkou Clara pod kontrolu Uri; krátce nato se údolí včetně Clara stalo poddanstvím Uri, Schwyzu a Nidwaldenu. V této době se Riviera stala společným panstvím. V 16. století obci  předsedala pětičlenná a v 18. století sedmičlenná rada. Hlavním sídlem obce bylo nejprve Cresciano, od roku 1573 Osogna.
V roce 1798 byla Riviera připojena ke kantonu Bellinzona, od roku 1803 tvoří samostatný okres.
Region byl dlouho považován za velmi chudý. Údolí bylo opakovaně zaplavováno. Výstavba Gotthardské dráhy a těžba žuly přinesly do údolí práci.